# Warrenkommissionen
Warrenkommissionen er det uofficielle navn for Præsidentens kommission vedrørende attentatet på præsident Kennedy. Kommissionen blev etableret den 29. november 1963 af Lyndon B. Johnson for at undersøge omstændighederne vedrørende attentatet på USA's præsident John F. Kennedy den 22. november 1963. Kommissionens uofficielle navn kommer fra lederen, højesteretsdommer Earl Warren.
Medlemmer af kommissionen var udover Earl Warren Allen Dulles (tidligere chef for CIA), Gerald Ford, Hale Boggs, John J. McCloy, Richard Russell Jr. samt John Sherman Cooper. Til kommissionen knyttedes også Arlen Specter fra Philadelphia – senere senator for Pennsylvania – som retslig rådgiver. Det var Specter, som gav legitimitet til teorien om at kun én kugle havde ramt og skadet både guvernør John Connally og præsident Kennedy. Denne teori har igangsat mange konspirationsteorier og kendes som teorien om den magiske kugle.
Kommissionens rapport blev efter 10 måneders arbejde offentliggjort den 27. september 1964 og konklusionen blev, at Lee Harvey Oswald handlede alene i drabet på præsident Kennedy. Warrenkommissionens konklusion er omstridt og er flere gange blevet udfordret.